# Lymanova série
Lymanova série je série spektrálních čar ve spektru atomu vodíku vznikající při přechodu elektronů mezi základní energetickou hladinou a vyššími energetickými hladinami.
Při přechodu elektronu mezi první a druhou energetickou hladinou vzniká čára Lα (s vlnovou délkou 121,5 nm), při přechodu mezi první a třetí čára Lβ (102,5 nm), mezi prvou a čtvrtou čára Lγ (97,2 nm), mezi prvou a pátou čára Lδ (94,9 nm). Lymanova série končí při hraně s vlnovou délkou 91,2 nm.
Všechny čáry Lymanovy série leží v ultrafialové oblasti spektra, která je pro zemskou atmosféru neprůhledná. Výzkum Lymanovy série v spektrech kosmických objektů je proto možné dělat pouze metodami mimoatmosférické astronomie. V spektrech velmi vzdálených kosmických objektů, například kvasarů, se přesouvají čáry Lymanovy série v důsledku rudého posuvu až do viditelné oblasti spektra a stávají se tak přístupnými i pro pozemské pozorovaní.
Lymanova série je pojmenovaná po T. Lymanovi, který ji objevil v roku 1906.